# 李·阿迪
李·阿迪（Lee Addy，1990年7月7日—），出生于阿克拉是一位加纳职业足球运动员，擅长打后卫位置。

## 球员生涯

### 早年生涯和2010年非洲国家杯
李·阿迪的职业生涯起步于2007年，最初为纳尼亚足球俱乐部效力，随后便于2008年转会至加纳足球超级联赛的贝切姆切尔西足球俱乐部。在这期间，他入选了加纳国家足球队，并于2009年9月30日与阿根廷的友谊赛中首次为国家队出赛。 2010年非洲国家杯时，阿迪入选了加纳队参赛大名单，并出赛4场，其中包括最后负于埃及的决赛比赛，从此他很快开始成为国家队的常客在国际比赛中亮相。

### 2010年世界杯
李·阿迪毫无悬念地入选了加纳队参加在南非举行的2010年世界杯的大名单。 在世界杯小组赛中，他作为替补参加了1-0战胜塞尔维亚和1-1战平澳大利亚。晋级16强后，他又在2-1力克美国的比赛中替补出赛。但后来，阿迪由于累积黄牌被停赛，缺席了加纳队与乌拉圭的1/4决赛，而这场比赛加纳队在点球大战告负被淘汰出局。

### 贝尔格莱德红星
南非世界杯结束后，他获得了前往欧洲踢球的机会，塞尔维亚足球超级联赛劲旅贝尔格莱德红星决定与他签订一份工作合同。从此他逐渐成为俱乐部和国家队的中后卫首选。

### 大连阿尔滨
2011年12月，刚刚升入中国足球超级联赛的球队大连阿尔滨足球俱乐部宣布与李·阿迪签订了一份为期三年的工作合同。他在2012赛季中超联赛中出战24场。2013年初，他被租借到克罗地亚豪门萨格勒布迪纳摩足球俱乐部，为期一年。租借期满后，萨格勒布迪纳摩官方宣布与李·阿迪签订一份为期四年的工作合同。

## 年龄争议
在参加2010年世界杯之前，李·阿迪的年龄就已经开始产生了争议。2010年9月他首次为加纳国家足球队出场时，他登记的年龄是1985年9月26日。  即便在国际足联最初的官方档案里，阿迪也被清楚标注出生于1985年9月26日。 但在随后国际足联公布的世界杯足球赛参赛球员资料中，阿迪的年龄突然被改小了五岁之多，变成了1990年7月7日。 瑞典媒体《晚报》向国际足联质疑了这一发现。国际足联随后回复，他们仔细检查了阿迪的护照，并没有发现有什么可疑之处，同时也指出由于阿迪此前从未有过护照，他们缺乏相关的比对材料。

## 职业生涯统计
最後更新：2011年12月10日
| 球會表現 | 球會表現       | 球會表現 | 聯賽 | 聯賽 | 足總盃     | 足總盃     | 洲際賽 | 洲際賽 | 總數 | 總數 |
| 球季     | 球會           | 聯賽     | 出場 | 入球 | 出場       | 入球       | 出場   | 入球   | 出場 | 入球 |
| 塞爾維亞 | 塞爾維亞       | 塞爾維亞 | 聯賽 | 聯賽 | 塞尔维亚杯 | 塞尔维亚杯 | 歐洲賽 | 歐洲賽 | 總數 | 總數 |
| -------- | -------------- | -------- | ---- | ---- | ---------- | ---------- | ------ | ------ | ---- | ---- |
| 2010-11  | 贝尔格莱德红星 | 塞超     | 19   | 0    | 2          | 0          | 0      | 0      | 21   | 0    |
| 2011-12  | 贝尔格莱德红星 | 塞超     | 13   | 0    | 2          | 0          | 1      | 0      | 16   | 0    |
|          |                |          | 聯賽 | 聯賽 | 足總盃     | 足總盃     | 洲際賽 | 洲際賽 | 總數 | 總數 |
| 總和     | 塞爾維亞       | 塞爾維亞 | 32   | 0    | 4          | 0          | 1      | 0      | 37   | 0    |
| 總和     | 總和           | 總和     | 32   | 0    | 4          | 0          | 1      | 0      | 37   | 0    |

## 荣誉

### 个人荣誉
- 加纳足球超级联赛：2008赛季最佳中后卫[15]

### 国家队荣誉
- 加纳
  - 2010年非洲国家杯：亚军

## 家庭关系
李·阿迪是法国著名球星马塞尔·德塞利的表弟。